# فايكرزهايم
فايكرزهايم (بالألمانية: Weikersheim) هي بلدة ألمانية ومدينة تقع في Main-Tauber-Kreis في ألمانيا. يقدر عدد سكانها بـ 7,576 نسمة .

## أعلام
- سابين بيشوف
- رافائيل ليفي هانوفر